# Krajinou příběhů českých hradů známých i neznámých
Krajinou příběhů českých hradů známých i neznámých byl třicetidílný dokumentární cyklus České televize, který se snažil divákům přiblížit historii a stavební vývoj některých hradů v Čechách. Kromě reálných záběrů se u jednotlivých dílů objevovaly i počítačové animace, znázorňující rekonstrukci podoby jednotlivých hradních objektů. Jednotlivými díly provázel Ladislav Cigánek. Seriál odstartoval 20. června 2011 dílem, věnovaným hradům v oblasti mezi Berounem a Rakovníkem. Dne 29. dubna 2017 měla premiéru druhá řada cyklu a dne 6. září 2020 třetí řada.

## Jednotlivé díly

### 1. série
| Pořadí | Zachovalé hrady              | Zříceniny hradů                                                                                    | Zaniklé hrady                                               | Archiv ČT |
| ------ | ---------------------------- | -------------------------------------------------------------------------------------------------- | ----------------------------------------------------------- | --------- |
| 1      | Křivoklát, Nižbor            | Jenčov, Krakovec, Týřov                                                                            | Angerbach, Hradiště nad Javornicí                           | spustit   |
| 2      | Hořovice, Zbiroh             | Točník, Valdek, Žebrák                                                                             | Hrad na Babské skále, Hrad na Radči, Starý zámek u Neumětel | spustit   |
| 3      | Houska, Kokořín              | Bezděz, Starý Bernštejn                                                                            | Čap, Harasov, Hrad u Konrádova, Zakšín                      | spustit   |
| 4      | Hrubá Skála, Kost            | Trosky, Valečov                                                                                    | Drábské světničky, Hynšta, Klamorna, Staré Hrady            | spustit   |
| 5      |                              | Frýdštejn, Návarov, Rotštejn, Valdštejn, Zbirohy                                                   | Drábovna, Kavčiny, Kozlov, Nístějka, Vranov                 | spustit   |
| 6      | Mladá Boleslav, Nový Stránov | Dražice, Hrádek nad Zámostím, Michalovice, Zvířetice                                               | Chlum, Kuncberk, Malkov, Mydlovar                           | spustit   |
| 7      | Frýdlant, Grabštejn, Lemberk | Děvín, Hamrštejn, Roimund, Ralsko, Stohánek                                                        | Falkenberk                                                  | spustit   |
| 8      |                              | Blansko, Fredevald, Krupka, Kyšperk, Ostrý, Střekov, Tolštejn, Vrabinec                            | Falkenštejn, Varta                                          | spustit   |
| 9      |                              | Doubravská Hora, Helfenburk, Kalich, Kamýk, Kostomlaty, Košťálov, Oltářík, Opárno, Ostrý, Rýzmburk |                                                             | spustit   |
| 10     | Budyně nad Ohří              | Džbán, Házmburk, Křečov, Petrohrad, Pravda, Žerotín                                                | Kryry                                                       | spustit   |

### 2. série
| Pořadí | Zachovalé hrady                                         | Zříceniny hradů                                                     | Zaniklé hrady                                              | Archiv ČT |
| ------ | ------------------------------------------------------- | ------------------------------------------------------------------- | ---------------------------------------------------------- | --------- |
| 1      | Český Krumlov                                           | Maidštejn, Pasovary, Velešín                                        | Boršov, Ledenice, Maškovec, Poděhusy                       | spustit   |
| 2      | Nové Hrady, Rožmberk                                    | Louzek, Pořešín, Sokolčí, Tichá, Vítkův kámen                       |                                                            | spustit   |
| 3      | Jindřichův Hradec, Kámen, Nová Bystřice, Žirovnice      | Choustník, Landštejn, Vítkův hrádek                                 | Beistein, Pomezí, Údolský hrádek                           | spustit   |
| 4      | Strakonice, Vimperk                                     | Haselburg, Helfenburk, Hus, Kašperk, Kunžvart, Pustý hrádek, Střela | Hrad u Strašína                                            | spustit   |
| 5      | Bechyně, Písek, Soběslav                                | Dobronice, Hrádek u Purkarce, Myšenec, Příběnice                    | Fuglhaus, Kardašova Řečice                                 | spustit   |
| 6      |                                                         | Klenová, Nový Herštejn, Pajrek, Pušperk, Rýzmberk                   | Janovice nad Úhlavou, Ruchomperk, Sohostov, Starý Rýzmberk | spustit   |
| 7      | Horažďovice                                             | Kašovice, Prácheň, Rabí, Velhartice, Zavlekov                       | Budětice, Hrad pod Hrnčířem, Petrovice                     | spustit   |
| 8      |                                                         | Kokšín, Potštejn, Roupov, Skála, Švihov, Vlčtejn                    | Komošín, Strašná skála                                     | spustit   |
| 9      | Blatná, Březnice, Orlík, Rožmitál pod Třemšínem, Zvíkov | Hrochův Hrádek, Křikava                                             | Hengst, Třemšín                                            | spustit   |
| 10     | Kotnov, Vysoký Chlumec                                  | Borotín, Kozí Hrádek, Kozí hřbet, Šelmberk, Vrškamýk                | Mladá Vožice, Ostromeč, Zvěřinec                           | spustit   |

### 3. série
| Pořadí | Zachovalé hrady                         | Zříceniny hradů                                                                       | Zaniklé hrady                                                                               | Archiv ČT |
| ------ | --------------------------------------- | ------------------------------------------------------------------------------------- | ------------------------------------------------------------------------------------------- | --------- |
| 1      | Horšovský Týn, Chodský hrad, Poběžovice | Drštka, Litice, Lopata, Netřeb, Osvračín, Radyně, Starý Herštejn                      | Homberk, Lacembok                                                                           | spustit   |
| 2      | Bor                                     | Gutštejn, Přimda, Švamberk, Třebel, Volfštejn                                         | Falštejn, Lazurová hora, Šelmberk, Šontál                                                   | spustit   |
| 3      |                                         | Březina, Buben, Dolní Bělá, Klabava, Krašov, Libštejn, Věžka                          | Frumštejn, Komberk, Vimberk, Vrtba, Všeruby                                                 | spustit   |
| 4      | Bečov nad Teplou, Rabštejn nad Střelou  | Andělská Hora, Hartenštejn, Kynžvart, Preitenstein, Sychrov, Štědrý hrádek            | Boršegrýn, Funkštejn, Hungerberg, Nevděk                                                    | spustit   |
| 5      | Loket, Vildštejn                        | Freudenstein, Hartenberg, Cheb, Nejdek, Neuberg, Starý Rybník                         | Kraslice, Kynšperk, Neuhaus                                                                 | spustit   |
| 6      | Kadaň                                   | Egerberk, Hasištejn, Hauenštejn, Himlštejn, Kleinštejn, Perštejn, Šumburk             | Maleš                                                                                       | spustit   |
| 7      | Hněvín, Jezeří, Nový hrad               | Skalka                                                                                | Bergrutsch, Brandov, Hausberk, Hrad na Josefině skále, Nový Žeberk, Starý Žeberk, Šprymberk | spustit   |
| 8      |                                         | Česká Kamenice, Chudý hrádek, Jestřebí, Kvítkov, Lipý, Ronov, Sloup, Svojkov          | Hrad u Hvězdy, Chřibský hrádek, Klinštejn, Pihel, Vřísek                                    | spustit   |
| 9      |                                         | Bradlec, Dolní Štěpanice, Choustníkovo Hradiště, Kozlov, Kumburk, Pařez, Pecka, Veliš | Brada, Pustohrad, Šluspárk, Železnice                                                       | spustit   |
| 10     | Náchod                                  | Břecštejn, Červená Hora, Rýzmburk, Vízmburk                                           | Adršpach, Hrad na Zámeckém vrchu, Radvanice, Rechenburk, Střmen, Vlčinec, Vranov            | spustit   |

### 4. série
| Pořadí | Zachovalé hrady                                                | Zříceniny hradů                                                         | Zaniklé hrady                                                                        | Archiv ČT |
| ------ | -------------------------------------------------------------- | ----------------------------------------------------------------------- | ------------------------------------------------------------------------------------ | --------- |
| 1      |                                                                | Dobřany, Frymburk, Potštejn, Výrov                                      | Dřel, Hlodný, Hluky, Chábory, Nový hrad, Pěčín, Skuhrov, Velešov                     | spustit   |
| 2      | Polná, Rychmburk                                               | Košumberk, Nové Hrady, Ronov nad Sázavou, Ronovec, Svojanov             | Karle, Sokolov, Zkamenělý zámek                                                      | spustit   |
| 3      |                                                                | Brandýs nad Orlicí, Lanšperk, Litice, Žampach                           | Hlavačov, Hrad u Nekoře, Hrádek u Lanšperka, Kyšperk, Orlík, Rotnek, Zítkov          | spustit   |
| 4      |                                                                | Kunětická hora, Lichnice, Oheb, Rabštejnek, Strádov, Vildštejn, Žumberk | Kostelec u Heřmanova Městce, Rozpakov                                                | spustit   |
| 5      | Hrádek, Pirkštejn, Vlašský dvůr, Žleby                         | Chlum, Kácov, Sion, Talmberk                                            | Hrádek u Podmok, Hrádek u Třebonína, Třebonín                                        | spustit   |
| 6      | Ledeč nad Sázavou, Trčkův hrad                                 | Chřenovice, Lipnice nad Sázavou, Orlík u Humpolce                       | Borovsko, Lacembok, Zahrádka, Zruč nad Sázavou                                       | spustit   |
| 7      | Český Šternberk, Týnec nad Sázavou                             | Kožlí, Stará Dubá a Odranec, Zbořený Kostelec, Zlenice                  |                                                                                      | spustit   |
| 8      | Karlštejn                                                      | Jenštejn, Liběhrad, Okoř, Říčany, Tetín, Tuchoraz                       |                                                                                      | spustit   |
| 9      | Johanitská komenda, Komenda křižovníků, Pražský hrad, Vyšehrad | Nový hrad u Kunratic                                                    | Biskupský dvůr, Děvín, Hrádek na Zderaze, Komenda německých rytířů, Komenda templářů | spustit   |